# Пушкино
Пушкино — город в России, административный центр городского округа Пушкинский Московской области. Население — 111 580 чел. Расстояние от Москвы: 14 км от МКАД по железной дороге, 17 км от МКАД по Ярославскому шоссе, 30 км от центра Москвы — Красной площади. Железнодорожная магистраль, реки Уча и Серебрянка, как своеобразные стороны, образуют здесь солидный по площади зелёный треугольник, внутри которого разместились административный и деловой центр, различные организации, магазины, банки. На месте бывших окраин расположены густонаселённые микрорайоны: Дзержинец, Серебрянка, им. И. Арманд, Мамонтовка, Звягино, Клязьма, Кудринка, Новая Деревня и Заветы Ильича, Кавезино, Западный.
С 22 апреля 2019 года как самостоятельная территориальная единица перестал существовать и влился в Пушкинский городской округ Московской области, который в свою очередь 3 декабря 2020 года влился в Городской округ Пушкинский Московской области.

## История

### Геологическая история
Пушкино, как и весь Московский регион, расположен в центральной части Восточно-Европейской равнины, на территории Московской синеклизы. Её основание сложено древними породами архейской и протерозойской эры, а верхние слои представлены преимущественно осадочными породами палеозоя, мезозоя и кайнозоя. В районе Пушкинского городского округа кристаллический фундамент разбит тремя глубинными разломами: один идет в северо-восточном направлении (примерно совпадая с направлением Ярославского шоссе), другой проходит через Пушкино, третий идет с юго-востока на северо-запад через Красноармейск в направлении села Воздвиженское.
В кембрийском периоде (≈542-488 млн лет назад) территория современного Подмосковья была заполнена мелким морем. На протяжении ордовикского периода (≈488-443 млн лет назад) этот край был затоплен неглубоким и теплым морем, в котором обитали кораллы, морские бутоны и пузыри, морские лилии, моллюски и т. д. В силурийском периоде (≈443-416 млн лет назад) море постепенно отступает, и данный край оказывается на суше. Со временем предыдущие отложения от древнего моря размываются, поэтому от силурийского периода не осталось следов. В девонском периоде (≈416-359 млн лет назад) территория будущего Пушкино находилась практически на экваторе. Климат был жаркий, сюда снова вернулось море (мелкое и очень теплое), которое населяли панцирные рыбы и брахиоподы. От этого периода остался известняк и песок, залегающий в недрах Пушкино на глубине 400—1200 м. В карбоновый период (≈359-299 млн лет назад) море то мельчает, то прибывает, оставляя после себя известняк и глину. Периодически море мелело настолько, что на его месте возникала низменная болотистая суша, заросшая древовидными плаунами, хвощами и папоротниками. В пермский период (≈299—251 млн лет назад) территория будущего Пушкино представляла собой болотно-озерный край, в триасовый период (≈251-201 млн лет назад) — сухопутный край, покрытый лесами. К концу юрского периода здесь вновь образовалось теплое море (глубиной 20-50 м). В меловой период (≈145-66 млн лет назад) море то мельчало, то наполнялось. В конце мела море отступает, оставляя после себя трепел, пески и песчаники. В палеогене (66-23 млн лет назад) на территории будущего Пушкино были развиты широколиственные леса. В неогене (≈23-2,5 млн лет назад) продолжалось постепенное похолодание. В это же время начинают формироваться современная речная сеть и смешанный лес. В последний миллион лет данная территория испытала влияние нескольких ледниковых и относительно теплых межледниковых эпох, оставивших свои следы в виде моренных (известняки, песчаники, чёрная глина), озерных и водно-ледниковых отложений. В периоды похолоданий у подножия ледников развивались тундростепи, служившие ценной кормовой базой для бесчисленных животных.

### Древняя история
Самые древние свидетельства пребывания человека на территории Пушкино относятся к периоду неолита (около 5 тысяч лет назад) и представляют собой стоянку рыболовов, охотников и собирателей в Звягино (к югу от села, на южной окраине торфоразработок, 150—200 м от русла Клязьмы). На этой стоянке каменного века были найдены кремнёвый нож, скребок, пластины и отщепы со следами обработки. Впоследствии территория будущего Пушкино входила в зону распространения Волосовской, Фатьяновской, Поздняковской, культуры сетчатой керамики и Дьяковской культуры. В V—VII веках н. э. датируется упадок финно-угорской Дьяковской культуры (возможно, в связи с пандемией чумы). В конце XI — начале XII века территорию современного Пушкинского городского округа начинают активно заселять славянские племена, пришедшие с запада и юго-запада. Несмотря на то, что археологически между исчезновением дьяковцев и активным освоением этих земель славянами существует примерно четырёхсотлетний перерыв, данные гидронимики свидетельствуют о контактах славян с финно-угорскими и балтскими племенами. Эту временную нишу в несколько веков заполнили финно-угорские мерянские племена, жившие в окрестностях будущего Пушкино до прихода на эту территорию восточных славян.

### Славянская колонизация
Первые следы пребывания славянских племён в окрестностях Пушкино датированы XI—XIII веками. Именно к этому периоду относятся курганы и могильники в Пушкино, Клязьме, Звягино и др. Пять из девяти курганов в селе Пушкино, на левом берегу р. Учи, были исследованы Евгением Артёмовичем Байбуртяном в 1925 году. По результатам исследования погребения были датированы XII—XIII веками.
В результате раскопок Пушкинских курганов были найдены следующие женские украшения: два сомкнутых перстнеобразных височных кольца; два витых четверных браслета; один решетчатый однозигзаговый перстень; один пластинчатый широкосерединный перстень; четыре хрустальных шарообразных бусины; две сердоликовых бипирамидальных бусины; два перстнеобразных загнутоконечных височных кольца; два пластинчатых загнутоконечных браслета; три решетчатых двузигзаговых перстня; один многовосьмерочный перстень; один многоромбовый перстень; один пластинчатый широкосрединный перстень; четыре белостеклянных зонных бусины. Территория современного Пушкинского городского округа в период славянской колонизации была заселена по большей части кривичскими племенами, и лишь в курганных захоронениях на Уче (в Пушкино и Курово), а также в женских кривичских захоронениях в Останкино были найдены семилопастные височные кольца, причисленные к вятичским украшениям.

### Период Удельной Руси
К середине XII века территория будущего Пушкино находилась под управлением ростово-суздальского князя Юрия Долгорукого и входила в состав Ростово-Суздальского (с 1125 года), а впоследствии Владимиро-Суздальского княжества (с 1157 года). В XIII веке территория современного Пушкинского городского округа, где проживали вятичи, кривичи и остатки финно-угорских племён, входит в состав Московского княжества под управление князя Даниила. К этому времени на Руси уже установилось монголо-татарское иго, которое продлится до 1480 года. Одним из столпов монголо-татарского ига на Руси, наряду с даннической зависимостью русских княжеств, была система раздачи ханских ярлыков на княжение. Борьба за владение ярлыком на великое княжение Владимирское вылилась в более чем полуторавековой конфликт между Москвой и Тверью. В этой междоусобной борьбе за ярлык князья ищут поддержки на стороне церкви. В 1325 году митрополит Киевский Пётр по просьбе Ивана Калиты переносит митрополичью кафедру в Москву (и спустя год там и умирает). Именно митрополит Пётр упоминается в качестве первого владельца поселения, которое впоследствии будет называться Пушкино. Резиденция митрополита находилась в Кремле, а в подвластных ему землях селились митрополичьи наместники и попы, поэтому изначально поселение получило название «Попковское».

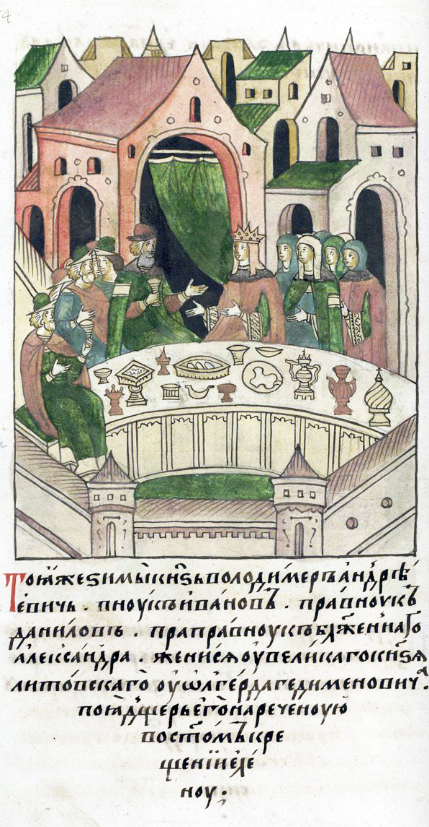
Свадьба Владимира Храброго и Елены Ольгердовны в 1371 году

Первое письменное упоминание села Попковское на Уче относится к 1401 году. Это название зафиксировано в духовной грамоте серпуховского князя Владимира Храброго (1353—1410), который приобрел село после смерти своего опекуна митрополита Алексия, во время периода безвластия в Митрополичьем доме. После преждевременной смерти князя Андрея село переходит во владение его матери Елены Ольгердовны (1357—1437), вдовы Владимира Храброго. Перед смертью она приняла иноческий постриг в Рождественском монастыре, основанном матерью князя Владимира Храброго. Последние 6 лет жизни княгини приходятся на очередной период митрополичьего безвластия, и именно в это время часть наследуемых ей территорий передается Рождественскому монастырю в Москве. Таким образом, в 1437 году территория будущего села Пушкино и его окрестностей переходит во владение Рождественского монастыря в Москве. Следующим владельцем села Попковское становится митрополит Иона (1390е-1461). Известно, что он увеличивал хозяйство Митрополичьего дома покупкой земель и частными вкладами. Одним из таких сёл стало Попковское на Уче (возможно, Иона и просто владеет территориями Рождественского монастыря по статусу митрополита). К этому времени село, скорее всего, представляло собой опустошенное поселение — результат набега Едигея, эпидемий моровой язвы и феодальной войны. Рождественский монастырь, располагаясь в непосредственной близости от Пушечного двора и Пушкарской слободы, заселяет свои пустоши на митрополичьей земле пушкарями, оставшимися в слободе инвалидами. По этой слободе опустошенное село Попковское и получает свое новое название — Пушкино.

#### Этимология
Есть несколько распространённых версий происхождения названия города Пушкино. Согласно первой версии, название города происходит от расположения села на реке Уча (по Уче). В таком случае более логичным была бы трансформация названия из Поучино в Пучино. Кроме того, если названия сел складывались таким образом, то в районе непременно должны были встречаться такие названия как Поворино, Повязино, Поскалбино, Пояменкино, но их нет. К тому же, не могут объяснить наличие десятков одноимённых сел и деревень, возникающих в это же время и не располагающихся вдоль рек с названием Уча. По другой версии название происходит от села Пучкино на берегу реки Пучи, тянувшегося вдоль Ярославского шоссе. Это не соответствует действительности, так как и в первом документе, упоминающем село Пушкино, и в первом картографическом изображении села название реки приводится именно как Уча. Ошибочное название реки «Пуча» начинает появляться лишь в XIX веке.
Существует также версия, что название появилось во второй половине XIV века, когда местностью по реке Уче владел боярин Григорий Александрович Морхинин, по прозвищу Пушка (ум. 1380) — основатель боярского рода Пушкиных (к которому принадлежал поэт Александр Сергеевич Пушкин). Эта версия, основанная на предположении С. Б. Веселовского, используется в качестве официальной (3 сентября 2010 года на въезде в город был установлен памятник Пушке). Не подкрепленная историческими источниками, она базируется лишь на гипотезе историка о предполагаемых владельцах села, сделанной на основании анализа данных топонимики. Историк обращает внимание на вероятность более позднего происхождения названий, поскольку из-за недостатка источников по землевладению Пушкиных за первые два столетия, можно только предполагать о принадлежности села Пушкино самому Григорию или его детям и внукам: «Само собой разумеется, что на основании одних названий нельзя с полной уверенностью говорить о принадлежности всех упомянутых селений Пушкиным». В 1960-х годах историк С. Б. Веселовский указывал: «По актам известно, что в конце XV века оно принадлежало как „старинное“ митрополитам всея Руси, а после учреждения патриаршества стало домовой вотчиной патриархов. Как и когда оно досталось митрополичьему дому, неизвестно. Возможно, что оно было приобретено в третьей четверти XIV века митрополитом Алексием непосредственно у Григория Пушки, но не исключена возможность, что оно было отчуждено кем-либо из многочисленных потомков Григория Пушки в XV веке». Тем не менее, полная форма названия села, неоднократно встречающаяся в ранних документах, указывает на то, что первым владельцем поселения был митрополит Петр. Его имя, например, упоминается в разводной грамоте от 1501 года на митрополичью землю села Пушкино: «съ деревнями, съ водами, и съ пожнями и съ реками и съ мельницами и съ лесы, по разводной 7009 мая 25 дня пречистыя Богородицы и великих чудотворцев Петра и Алексiя и Iоны и митрополича всеа Русiи изстарины, а в нём церковь Никола Чудотворец». Село могло быть даровано митрополиту Петру либо в 1325, либо в 1326 году (не позже). Григорий Пушка, родившийся примерно между 1330-1350-ми годами, в 1326 году либо не существовал, либо по лучшим подсчетам был в совсем младенческом возрасте. Поэтому он никак не мог быть первым владельцем села, не владели им и его потомки (см выше).

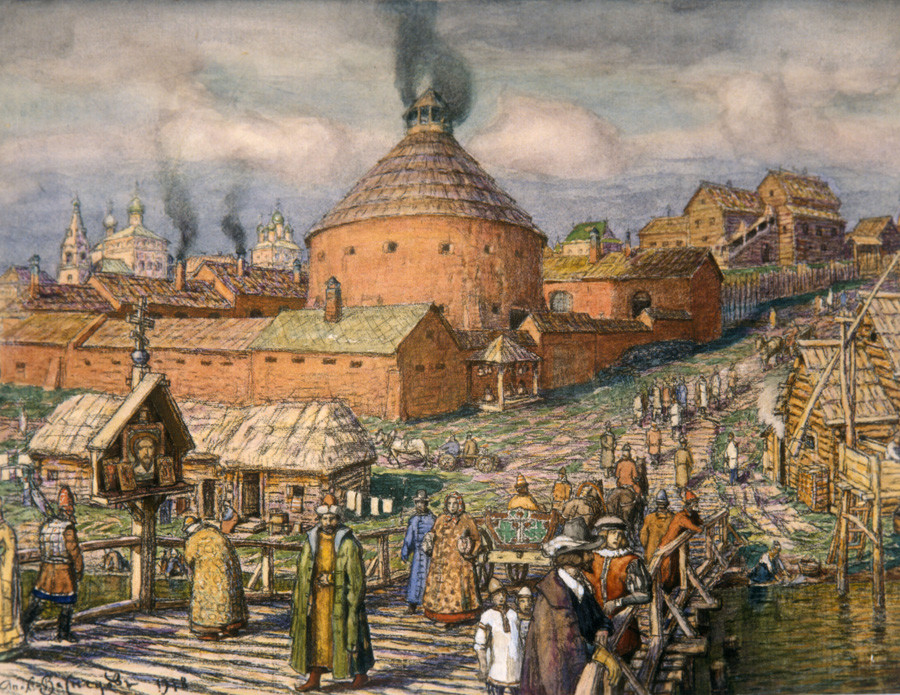
А. М. Васнецов «Пушечный двор в XVI веке». 1918

Наконец, существует версия, связанная с историей хозяйственной деятельности: предполагается, что вблизи села в XVIII веке существовал казённый завод для отливки пушек. В XVIII веке такого завода вблизи Пушкино не было, да и само название «Пушкино» появилось в XV веке. Как указывалось выше, название Пушкино образовано от слободы пушкарей, переселившихся в опустошенное село Попковское (Попково) во второй половине XV века. Первое упоминание происхождения названия села Пушкино от пушкарей относится к 1830 году: «оно получило свое название от пушкарей Царских, оставшихся в слободе инвалидами: они создали Пушкино». В 1855 году об этом же написано в примечаниях к журналу Троицкого похода Елизаветы Петровны 1742 года: «Пушкино, село под Москвою, получило название от пушкарей Царских, поселившихся здесь слободою».

### XVI век
Первое документальное упоминание о селе Пушкино относится к 1499 году («писцовая книга князя В. И. Голенина на митрополичье село Пушкино Московского уезда»). Село находилось на древнейшей в Северо-Восточной Руси торговой дороге по пути в Переславль, Ярославль, Вологду, что способствовало росту его населения и высокому достатку жителей.
Согласно С. Б. Веселовскому, в конце XV века в селе Пушкино было 19 дворов, 15 деревень и 2 починка. В одной из деревень (Сахарникова) было 6 дворов, ещё в двух по 4 двора, а остальные были мелкими однодворными хуторами. В первой четверти XVI века возникли ещё 7 деревень и 1 починок.

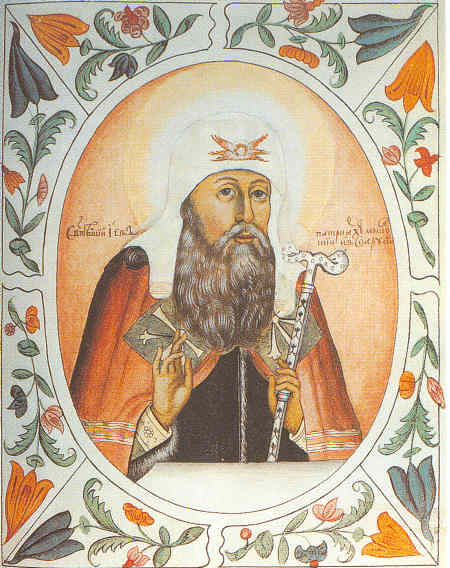
Патриарх Иов

Выражая свою поддержку митрополиту Симону, Иван III жалует грамоту о неподсудимости наместникам и волостелям митрополичьих сел и монастырей в Московском и Владимирском уездах (март 1504 года). В списке этих сел значится и Пушкино. Другими словами, жители Пушкино теперь не обязаны были давать корм московским наместникам и волостелям, что, начиная с уставной грамоты 1488 года, предписывалось делать со всех сох (княжьих, боярских, монастырских и черных). Суд над местными жителями также переходил в компетенцию митрополита (за исключением особо тяжких случаев, таких как убийство и разбой). Кроме того, грамота ограничивала въезд в митропольские села «посторонних людей»: «а кто к ним придет на пир и на братшину незван, и они того вышлют вон безпенно; а кто у них учнет пити сильно, а учинится у них туто какова гибель, и тому то платити вдвое без суда и без исправы. А наши князи и бояре и воеводы ратные и всякие ездоки в тех селах и деревнях не ставятся, ни кормов, ни подвод, ни проводников у его христиан не емлют». Расширяя полномочия митрополита на подвластных ему территориях и ограничивая въезд «посторонних людей», князь пытался пресечь распространение популярной в то время ереси.
К середине века здесь формируется бобыльская слободка в 29 дворов. В 1571 году село пришло в запустение в связи с набегом крымского хана Девлета. Однако уже в 1585 году здесь был митрополичий двор и 17 крестьянских дворов, а также монастырская запашка десятин в 65. Некоторый доход давали мельница и перевоз на р. Уче. Спустя ещё 10 лет первый московский патриарх Иов уже начинает раздавать поместья своим сыновьям боярским. Так, Шестову Макарову достается приказчикова пашня и бывшая пустошь Ласткина с лугами и лесом в дворцовом селе Пушкино. Спустя два года поместье в близлежащей деревне Сахорникове (Сахарникове) получает кравчий патриарха, Федор Семенович Сугорский, потомок князей Белозерского княжества.

### XVII век
В начале XVII века село Пушкино, расположенное вдоль старинной Троицкой дороги, стало свидетелем многих событий Смутного времени: похоронной процессии Бориса Годунова, отступления русского войска после битвы под Рахманово (сентябрь 1608), передвижения войска Михаила Скопина-Шуйского в 1610 году и похода Второго ополчения под руководством Дмитрия Пожарского из Ярославля в Москву. В 1613 году через Пушкино следовала процессия Михаила Романова, направлявшегося в Москву на коронацию. 

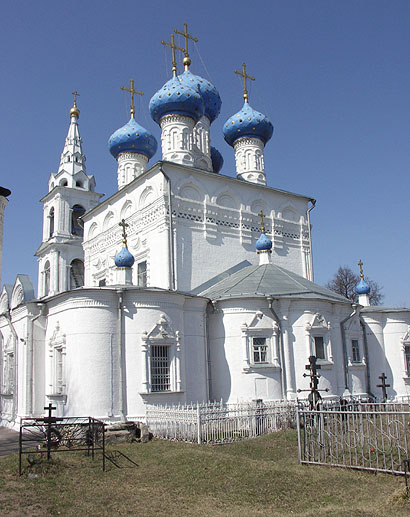
Церковь Николая Чудотворца в селе Пушкино

По описанию 1623 года в селе Пушкино был двор патриаршего приказного сына боярского, 15 крестьянских и бобыльских дворов. В 1636 году в селе находились крупные патриаршие конюшни с ногайскими лошадьми. В 1643 году была перестроена деревянная Никольская церковь, а в 1644 году — построены хоромы для патриарха. В 1646 году в Пушкино уже числится 42 крестьянских и бобыльских двора (в них 72 человека и 1 двор вдовы нищей). В 1652—1654 годах на реке Уче, в 25 верстах от Москвы, действовала пороховая мельница датчанина Давида Бахерахта, производящая пушечное и мушкетное зелье. В 1678 году в Пушкино уже был становой двор патриарха, в котором жили посельский старец и приказчик, конюшенный и скотный дворы, мельница на пруду, прицерковные кельи с 6 нищими, 14 дворов «деловых» людей (рабочих, состоящих на месячном жалованье), 3 двора кузнецов, 5 — плотников, 2 — рыбаков, 2 — сторожей и 46 дворов крестьян и бобылей.
В 1670-е годы была построена мельница «на новом пруде», а в начале 1690-х годов — плотина на пруду (около мельницы), над строительством которой работала плотничья артель из патриаршей Бережковской слободы в Москве, «домовые прудовые крестьяне», а также «посошные работные люди». В 1694 году, при патриархе Адриане, в селе Пушкино была построена и освящена каменная Никольская церковь. В это же время были построены новые хоромы на патриаршем домовом дворе. В 1699 году село Пушкино вошло в кумпанство для отбывания повинности строительства кораблей — самих кораблей здесь не строили, но взимался налог для их постройки. Согласно административно-территориальному делению XVII века, село Пушкино располагалось в Боховом стане Замосковной половины Московского уезда.

### XVIII век
В начале XVIII века в селе Пушкино значился патриарший двор, конюшни, двор приказчика и 102 крестьянских двора. С 1722 года управление селом Пушкино переходило в обязанности Синодального Дворцового Приказа, который в 1722-25 гг. находился в ведении Синода, а в 1725-38 гг. — Камер-конторы Синодального правления (с 1726 года — Коллегия экономии синодального правления). В 1729 году, уже после смерти Петра I, село Пушкино, которое «без присмотру в немалом разорении содержится», переходит в пользование к Ростовскому и Ярославскому архиепископу Георгию на время присутствия его в Синоде (протокол Верховного тайного совета от 5 ноября 1729 года). Однако уже в следующем году, после обвинения в незаконных поборах и взятках, он был сослан в Спасо-Каменный монастырь. Очередной указ от 14 мая 1730 года возвращал Пушкино во владение Синодального дома.
С 1750 года прудовая мельница «Серебрянка» на реке Ямец/Яменец (впоследствии Серебрянка) была на оброчном владении у московского купца Герасима Андреева, а с 1756 года — у крестьянина Прокопия Михайлова, производившего на мельнице «мастерство сусальное». В 1759 году московский купец первой гильдии Михаил Артемьев начинает использовать на мельнице новый способ «на вышлифованных красной и зелёной меди листах вырезывать тушеванным художеством для натиснения разных священных изображений на шелковых материях и на бумаге». Для расковки и шлифовки листов красной и зелёной меди ему и была выделена под оброк водяная мельница на реке Ямец. При Артемьеве производство уже представляло собой целый комплекс, включая каменный завод и две мельницы — тушевальную и латунную. Впоследствии медный завод приобретут московские купцы Емельяновы. Во второй половине XVIII века начал развиваться ткацкий промысел: производство шерстяного сукна, каразеи, кушаков, шёлковых платков.
Эпидемия чумы 1770—1772 гг., пришедшая в Москву из Северного Причерноморья с фронтов русско-турецкой войны, имела катастрофические последствия для села Пушкино и его окрестностей. Пик эпидемии пришёлся на период с июля по ноябрь 1771 года. Именно в этом году один мастеровой из Пушкино занес в село инфекцию из Рогожской ямской слободы в Москве, приобретя там своей жене кокошник, который впоследствии оказался принадлежавшим умершей от чумы. В результате село вымерло полностью. После этого его заселили вновь. Дело о переселении малоземельных крестьян из Абакумовской волости Владимирского уезда в село Пушкино вел статский советник А. Л. Ермолин (28-29 августа 1772 года). Под конец века, в 1797 году, для управления имуществом императорской семьи было создано Удельное ведомство. Под его управление и перейдет село Пушкино.

### XIX век
В 1812 году село Пушкино было сожжено, а близлежащие помещичьи усадьбы разорены солдатами наполеоновской армии.
В 1830-х годах в Пушкино действовала фабрика Ивана Вандергюхта и Августа Претра, а также «Общество шерстогребенной Пушкинской мануфактуры» Н. Г. Рюмина и Михаила Вебера. В 1840-х годах здесь функционировали шерстоткацкая фабрика Ивана Брумлея и красильно-набивная фабрика Карла Филипповича Фавара (оснащённая одной из первых в Московском уезде механическими станками), перешедшая впоследствии к Евгению Ивановичу Арманду. К концу XIX столетия село превратилось в фабричный центр.
В 1862 году было открыто железнодорожное движение от Москвы до Сергиевского посада (ныне Сергиев Посад). Первоначально здание вокзала на станции «Пушкино» было деревянным (архитектор М. Ю. Левестам), в 1883 году было спроектировано каменное здание вокзала. Запуск железнодорожного транспорта привел к дачному буму. Первые дачи при станции «Пушкино» начали появляться в 1866 году. В 1868 году было открыто земское училище для детей от 8 до 14 лет.
По мере разрастания «Лесного городка» возникла необходимость строительства новой церкви (до её появления дачники пользовались Никольской церковью в селе Пушкино). В 1874 году, по инициативе А. И. Ключарёва и на средства дачевладельцев, а также временно проживающих дачников, на западной стороне была построена деревянная Боголюбская церковь (арх. Н. В. Никитин), приписанная поначалу к пушкинскому сельскому приходу. В 1875 году рядом с Боголюбской церковью было разрешено построить отапливаемую церковь. Вскоре, на пожертвования дачников и на средства Василия Алексеевича Медынцева, был возведен «теплый» деревянный храм Сошествия Святого Духа (арх. Н. В. Никитин).

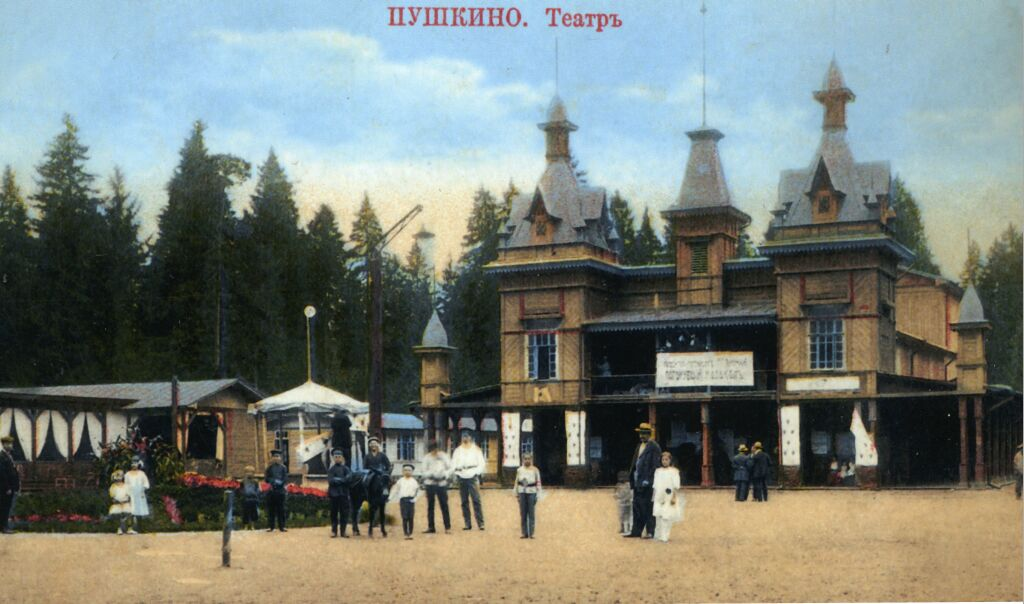
Летний театр в общественном парке, начало XX века.

В 1880 году недалеко от станции был разбит общественный парк, который стал излюбленным местом отдыха пушкинских дачников. Центром культурной жизни дачного поселка стал построенный в этом же году, в центре парка, летний театр (сгорел в 1894 году). В 1896 году на средства страхового общества «Якорь» в парке был выстроен новый летний театр (архитектор А. Н. Кнабе), сгоревший летом 1993 года. Пушкино занимает особое место в истории театрального искусства. На рубеже XIX—XX века здесь жили и творили всемирно известные актёры, режиссёры и драматурги: К. С. Станиславский и В. И. Немирович-Данченко проводили на пушкинском дачном участке Архиповых первые репетиции будущего Московского Художественного театра, их ученик Всеволод Эмильевич Мейерхольд оттачивал принципы преобразования театрального реализма в ходе летних репетиций «Театра-студии» в Мамонтовке, создатель особой теории театральности Николай Николаевич Евреинов, впервые познакомившись с театром в Пушкино, написал здесь свои первые произведения, а основоположник грузинского театра Котэ Марджанишвили жил здесь во время работы над постановкой «Гамлета» в МХТ.
В 1890 году на средства Е. И. Арманда, которому перешла в 1853 году шерстоткацкая фабрика, открылась библиотека (по сведениям Л. Н. Покрасовой, первая публичная библиотека в селе Пушкино была открыта на средства Евгения Евгеньевича Арманда в 1898 году).
По данным справочника 1890 года в селе Пушкино, которое тогда входило в Мытищинскую волость Московского уезда Московской губернии, проживало 1164 человека, а в 1899 году проживало уже 1560 человек. Согласно границам населённых пунктов того времени село Пушкино находилось в 27 километрах от Москвы и в полутора километрах от станции «Пушкино» Московско-Ярославско-Архангельской железной дороги. От Ярославского вокзала до станции «Пушкино» 30 километров. В то время в Пушкино располагалась квартира урядника, земское училище, училище при фабрике Арманд и богадельня.

### XX век

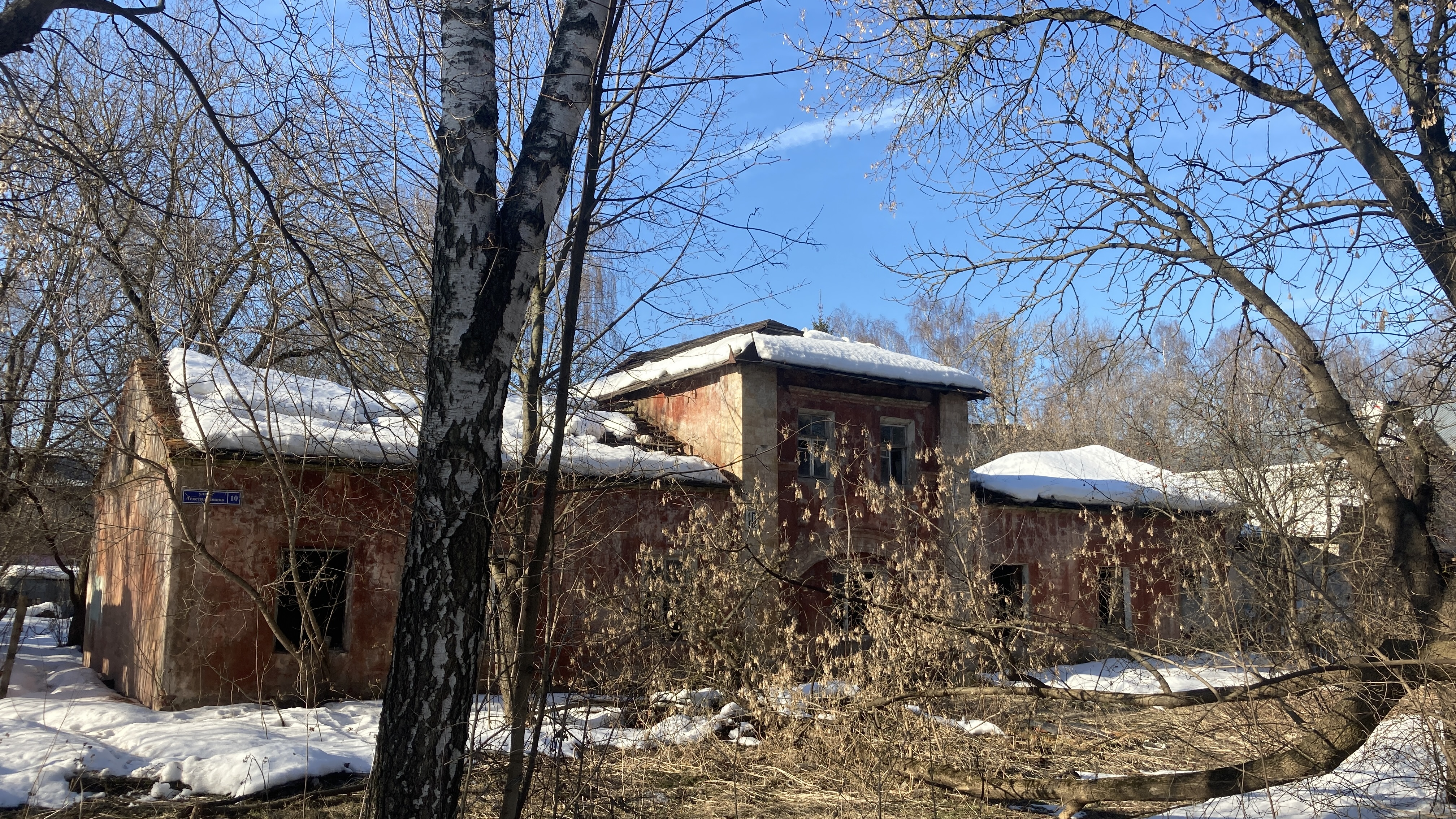
Здание служб при конюшне Г. Дюпюи (Главный корпус) Товарищества тонкосуконной мануфактуры, XIX век. Ансамбль фабричного городка фабрики Небольсина-Прохоровых-Дюпюи, мкр. Кудринка. улица Текстильщиков

Для улучшения жизни местных жителей в 1903 году было учреждено Общество благоустройства местности «Пушкино-Лесной городок» (под председательством А. А. Брокара). Вскоре безымянные дачные просеки получают названия, как правило, в честь знаменитых писателей и литературных критиков.
Во время русско-японской войны при станции Пушкино действовал Кружок по призрению раненых и больных воинов. Также известно, по крайней мере, о двух семьях пушкинских дачников, имеющих непосредственное отношение к этой войне. Речь идет о семьях Розановых и Алексинских.
В справочнике 1912 года[каком?] на месте современного города указаны два различных населённых пункта:
- село Пушкино в 233 двора, расположенное в 2,7 км от станции «Пушкино». В селе находились квартиры двух урядников, земское училище, фабрика Арманд, больница при фабрике и аптека, церковно-приходская школа, потребительская лавка, вольная пожарная дружина, казённая винная лавка, трактир 2-го разряда, трактир 3-го разряда, ренсковый погреб, две пивных трактирного промысла.
- отдельно указано дачное место «Пушкино», расположенное в непосредственной близости от железнодорожной станции «Пушкино», без указания количества домов. В дачном месте находилась квартира пристава 4-го стана и конно-полицейской стражи и церковно-приходская школа. Кроме того, в справочнике 1909 года в дачном посёлке числятся приют для выздоравливающих детей им. Беренштам, приют для излечения душевнобольных привилегированного сословия и лечебница Голубевской.

В 1914 году «Строительная комиссия Боголюбской при станции Пушкино церкви» под председательством Константина Петровича Бахрушина и по проекту Карла Карловича Гиппиуса завершила строительство каменной церкви Сошествия Святого Духа, расположенной вблизи двух предыдущих деревянных церквей. В 1915—1916 годах архитектором В. И. Мотылёвым по проекту художника и архитектора С. И. Вашкова была построена Церковь Спаса Нерукотворного Образа в Клязьме.

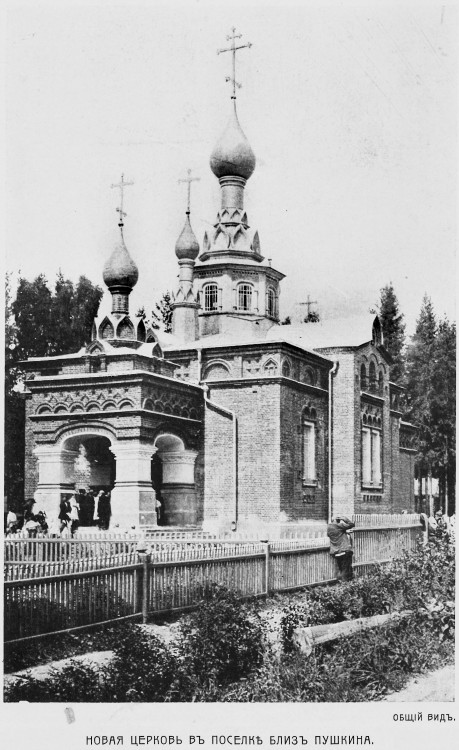
Церковь Сошествия Святого Духа (Пушкино)

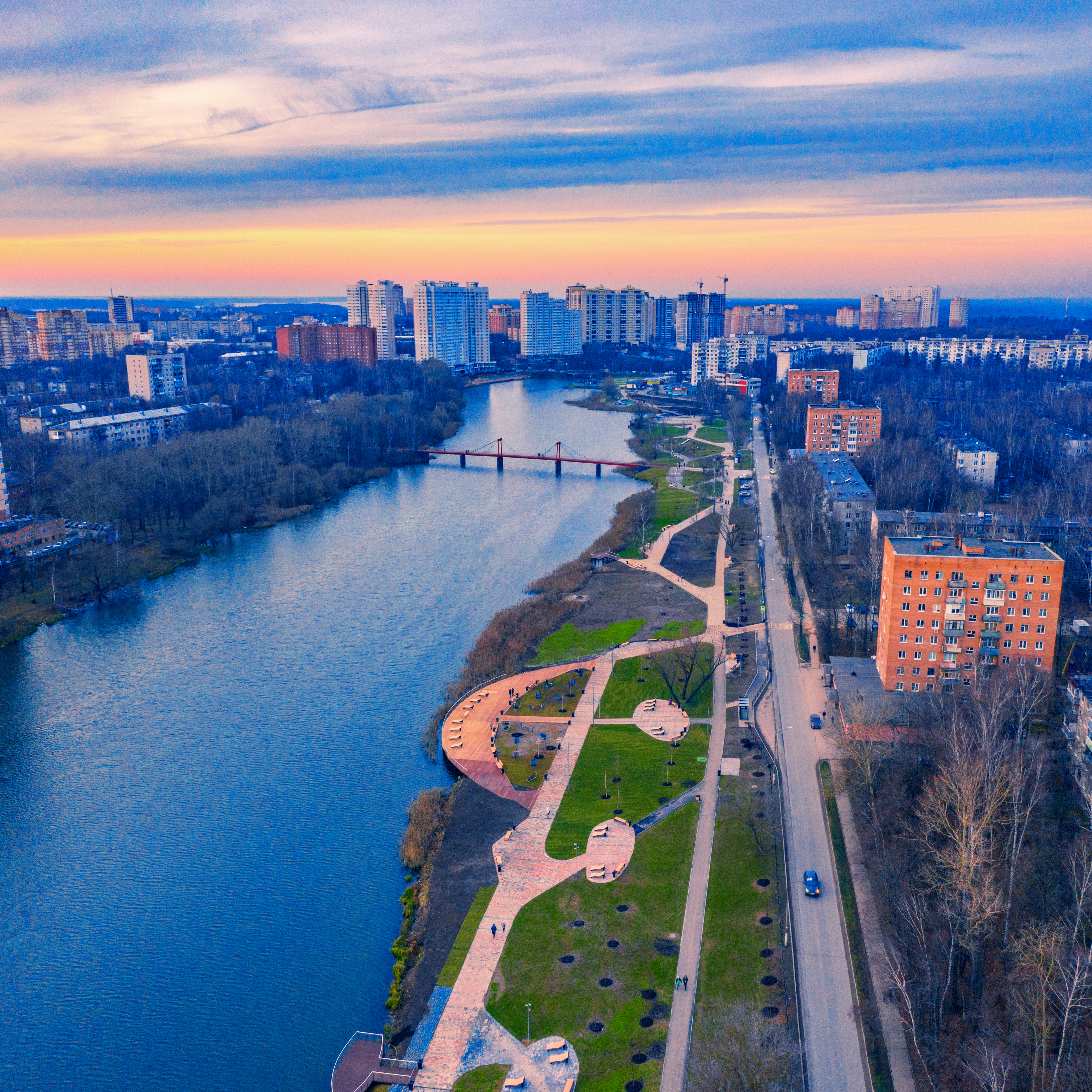
Город Пушкино. Река Серебрянка

В 1914 году в селе Пушкино располагалась почтово-телеграфная контора (заведующий Н. И. Лаврентьев): устройство почты в Пушкино было инициировано ещё в 1884 году, а телеграф был открыт в 1891 году. Почтовый адрес на станции «Пушкино» в 1914 году имело несколько предприятий: кирпичный завод Дмитриева в деревне Чапчиково, шерстопрядильная фабрика братьев Кеворковых при селе Курове, шерстопрядильная, ткацкая и отделочная фабрика товарищества Лыжина при селе Ивантеевке, красильно-аппретурная фабрика товарищества Ватреме, аппретурная фабрика Копылова и Анкудинова при деревне Немчинове. В селе Пушкино находилась механическая ткацкая и красильно-отделочная фабрика Е. Арманд (основана в 1860 году, заведующий А. Л. Коль, в 1914 году 1059 работающих, из которых 600 — мужчины), в соседнем Кудрино — фабрика Товарищества Суконной мануфактуры (основана в 1883 году, заведующий Н. С. Масленников, в 1914 году 257 работающих, из которых 257 — мужчины).
В 1914 году в селе Пушкино была аптека (провизор — В. Ф. Блументаль), Андреевская больница при фабрике Арманд (врачи А. Л. Коль и В. Ф. Буров), земская больница (открыта в 1913 году, на пересечении современного Московского проспекта и ул. 50 лет Комсомола) и богадельня для престарелых фабричных рабочих обоего пола, учреждённая потомственным почётным гражданином Евгением Ивановичем Арманд (заведующий Е. И. Арманд, призреваемых 18 человек). При станции «Пушкино» действовал приют императорского человеколюбивого общества для выздоравливающих детей имени Альберта и Анны Беренштам (организован в 1897 году, заведующая Е. А. Алексеева, призреваемых 30 детей). На западной стороне дачной местности, в лесу у реки Серебрянка, в летние месяцы располагался приют для девочек-сирот и летняя колония для сестер и воспитанниц Александровской общины сестер милосердия «Утоли моя печали» имени кн. Натальи Борисовны Шаховской (1825—1906). Председателем этого общества был Сергей Васильевич Пучков, директором — доктор медицины Виктор Михайлович Михайлов, помощником — Сергей Сергеевич Молоденков, начальницей — Мария Федоровна Розен (помощница — Вера Николаевна Воскресенская). Участок «казённой лесной Львовой дачи» был получен в дар от императора (территория принадлежала тогда Удельному ведомству, заведовавшему землями императорской семьи), поэтому имение общины называлось «Царь-дар».
В 1914 году в Пушкино было также несколько начальных учебных заведений разных ведомств: Пушкинское I-е и Пушкинское II-е начальные земские училища, начальная Пушкинская церковно-приходская школа (на Боголюбской улице).
Многие жители и уроженцы Пушкино оказались на фронтах Первой мировой войны. На третий день войны, 3 августа 1914 года, членами «Общества Благоустройства Пушкино — Лесной Городок», представителями Московского Уездного Земского Комитета, представителями окрестных фабрик и местного дачного населения был учрежден Пушкинский районный комитет помощи больным и раненым воинам под председательством Николая Васильевича Тулупова. В Пушкино также действовало два приюта для детей-беженцев, потерявших своих родителей во время войны. Местное население предоставляло помещения для обустройства госпиталей, жертвовало вещи и деньги. Местные фабрики во время Первой мировой войны также перестроили производство для выпуска продукции на нужды армии и флота.

## Город Пушкино
17 августа 1925 года Пушкино получает статус города. В его состав вошёл дачный посёлок у станции и часть села Пушкино. 12 июня 1929 года город стал районным центром. В состав района вошли два рабочих посёлка — Ивантеевка и Красноармейск, дачный посёлок Мамонтовка, Софринская, Путиловская, Пушкинская волости, несколько селений Щёлковской и Хотьковской волостей. В том же году из Москвы в Пушкино прошёл первый электропоезд. Через год электропоезда шли уже до станции Правда.

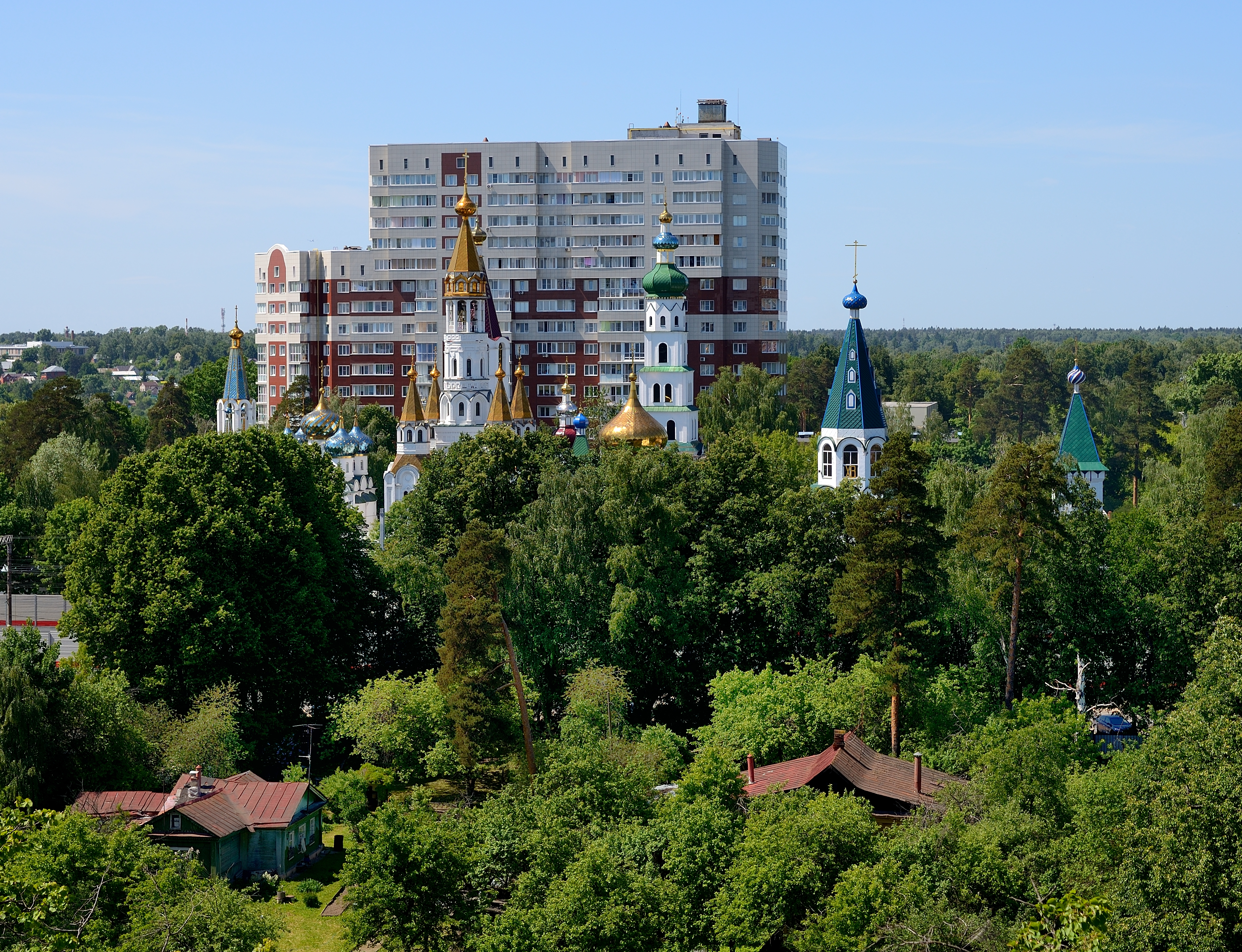
Город Пушкино Московской области, вид на железную дорогу и Боголюбский храм

В 1930 году Пушкино считалось одним из лучших дачных мест. От железнодорожной станции до с. Пушкина на фабрику ходил автобус. На Пушкинском шоссе (ныне Московский проспект) располагались почта, телеграф, телефонная станция и юридическая консультация.

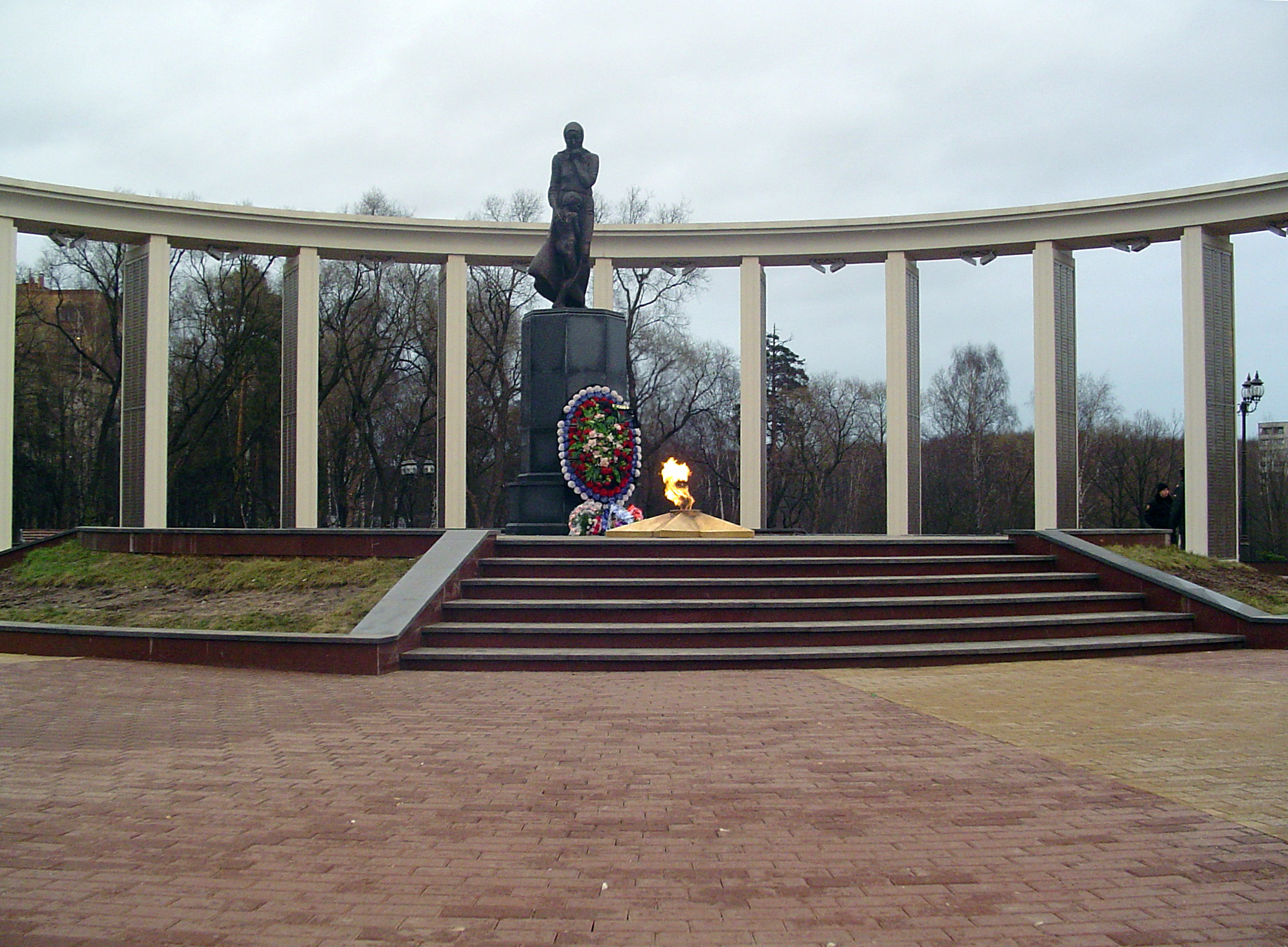
Памятник погибшим в ВОВ пушкинцам на Московском проспекте. С полей сражений не вернулись 13 тысяч жителей Пушкинского района.

Во время Великой Отечественной войны свыше 36 тысяч жителей района были направлены в вооружённые силы. На территории Пушкинского района среди прочих была сформирована легендарная отдельная мотострелковая бригада особого назначения (ОМСБОН). Осенью 1941 года линия фронта проходила в 25 км от Пушкино и в 15 км от Тишково. В строительстве оборонительных сооружений на ближних подступах к столице в октябре-ноябре участвовало более 15 тысяч пушкинцев.
В 1953 году город был отнесён к категории городов областного подчинения. Началось бурное строительство, был застроен Московский проспект, построен микрорайон «Серебрянка». В 1970-е годы — микрорайон «Дзержинец». На рубеже 1970-х и 1980-х годов появился микрорайон «Арманд», где на смену многим деревянным домам села Пушкино пришли девятиэтажные дома. В настоящее время в городе наблюдается т. н. точечная застройка.

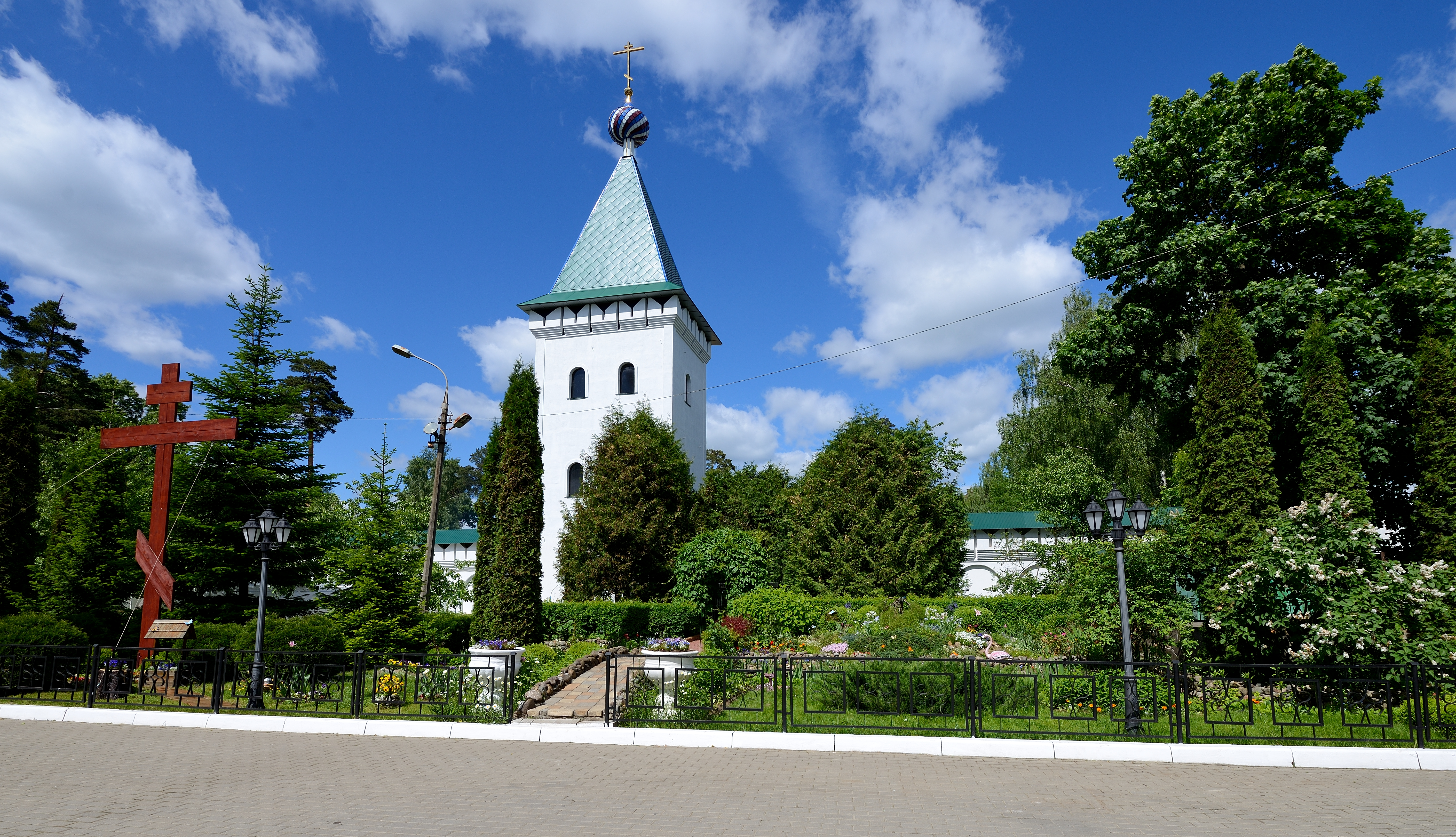
Территория храма Боголюбской иконы Божией Матери. Пушкинское благочиние

В 2002 году посёлки Ветлечебницы и ВНИИЛМ были включены в состав города Пушкино. 
 В 2003 году в состав города Пушкино были включены дачные посёлки Заветы Ильича, Клязьма и Мамонтовка, посёлки Моспроекта, Санаторно-лесной школы и санатория «Кардиологический», сёла Звягино, Новая Деревня и Пушкино.

## Население
| 1897     | 1926     | 1931     | 1939     | 1959     | 1967     | 1970     | 1973     | 1976     | 1979     |
| -------- | -------- | -------- | -------- | -------- | -------- | -------- | -------- | -------- | -------- |
| 2000     | ↗25 000  | ↘11 700  | ↗21 081  | ↗30 035  | ↗41 000  | ↗48 418  | ↗54 000  | ↗63 000  | ↗68 518  |
| 1982     | 1986     | 1987     | 1989     | 1992     | 1996     | 1998     | 2000     | 2001     | 2002     |
| ↗72 000  | ↗74 000  | →74 000  | ↗75 847  | ↘75 600  | ↗79 100  | ↘71 000  | ↘70 200  | ↘69 500  | ↗72 425  |
| 2003     | 2005     | 2006     | 2007     | 2008     | 2009     | 2010     | 2011     | 2012     | 2013     |
| ↘72 400  | ↗96 400  | ↘95 799  | ↗97 400  | ↗97 700  | ↗98 283  | ↗102 874 | ↘102 800 | ↗103 301 | ↗104 754 |
| 2014     | 2015     | 2016     | 2017     | 2018     | 2019     | 2020     | 2021     | 2023     | 2024     |
| ↗106 121 | ↗108 253 | ↘107 143 | ↘106 577 | ↘105 479 | ↗106 836 | ↗107 580 | ↗110 868 | ↗111 738 | ↘111 580 |

На 1 января 2025 года по численности населения город находился на 153-м месте из 1124 городов Российской Федерации.

## Территория и местное самоуправление
Микрорайоны
| - мкр. «Дзержинец» - мкр. «Заветы Ильича» - мкр. «Звягино» - мкр. «им. Инессы Арманд» - мкр. «Клязьма» - мкр. «Кудринка» | - мкр. «Мамонтовка» - мкр. «Междуречье» - мкр. «Новая Деревня» - мкр. «Новое Пушкино» (в стадии строительства) - мкр. «О’Пушкино» - мкр. «Серебрянка» |

Дачные кооперативы
| - ДСК «Зелёный Городок» - ДСК «Итээровец» - ДПК «Моспроектовец» - ДСК «Нефтеработник» (мкр. «Заветы Ильича») - ДСК «Сосновка» (мкр. «Мамонтовка») |

Некоммерческие объединения
| - СНТ «Водопроводчик-1» - СНТ «Водопроводчик-3» - СНТ «Железнодорожник» - СНТ «Завилово» - СНТ «Труд и отдых» - СНТ «Цветы Подмосковья» | - ДНТ «Здоровый быт» (мкр. «Мамонтовка») - ДНТ «Клён» (мкр. «Мамонтовка») |

Коттеджные посёлки
| - КП «Анютин бор» (мкр. «Заветы Ильича») - КП «Междуречье» (мкр. «Междуречье») - КП «Чистые пруды» - КП «Чистые пруды-2» - КП «Чистые пруды-3» |

### Местное самоуправление
С 2005 до 2019 гг. город образовывал муниципальное образование городское поселение Пушкино как единственный населённый пункт в его составе (площадью 60,33 км²). С 2019 года город стал центром единого муниципального образования Пушкинский городской округ в границах бывшего муниципального района.

## Геральдика
Герб
Текущая редакция герба городского поселения Пушкино утверждена решением Совета депутатов городского поселения Пушкино Пушкинского муниципального района Московской области от 24 июня 2010 года № 94/10/2 «О гербе городского поселения Пушкино Пушкинского муниципального района Московской области».

Геральдическое описание этого герба гласит: 
В зелёном поле между свисающими по сторонам пурпурными пологами с золотой бахромой, подхваченными выходящими из-за края щита завязками пурпурного цвета с золотыми кистями — золотой верхний ярус колокольни с церковной главкой, завершённой четырёхконечным, узорным на концах крестом и с одной видимой аркой, заполненной лазурью и обременённой колоколом того же металла.
Флаг
Решением Совета депутатов городского поселения Пушкино № 95/10/2 от 24 июня 2010 года был утверждён ныне действующий флаг города.

Описание флага: 
Прямоугольное двухстороннее зелёное полотнище с отношением ширины к длине 2:3, воспроизводящее композицию герба городского поселения Пушкино в малиновом, жёлтом, оранжевом и голубом цвете.

## Образование
На территории городского поселения расположены:

 высшие учебные заведения —
- НОУ ВПО «Институт технологии туризма»[100],
- НАЧОУ ВПО «Современная гуманитарная академия» (ПФ)[101];

 средне-специальные учебные заведения —
- Колледж ФГБОУ ВПО «РГУТиС»[102],
- ГАОУ СПО «2-е Московское областное музыкальное училище имени С. С. Прокофьева»[103],
- ГОУ СПО «Пушкинский медицинский колледж»[104],
- НОУ «Пушкинский лицей экономики, политики и права»[105],
- ГБОУ «Профессиональное училище № 54»[106];

 школы и гимназии —
- № 1—11;

 школа-интернат —
- МОУ «Пушкинская школа-интернат VIII вида»[107];

 вечерняя школа —
- МБОУ «Вечерняя СОШ г. Пушкино»[108];

 начальные школы-детские сады;

 дошкольные образовательные учреждения.

## Наука

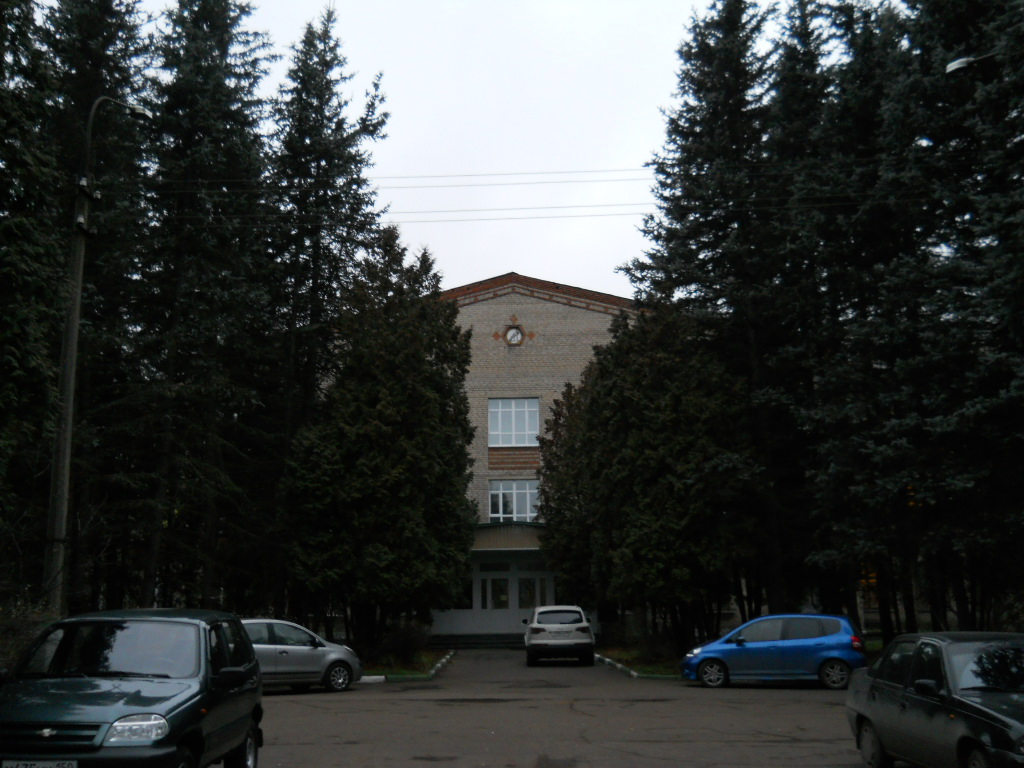
Здание ВНИИЛМа, расположенное в центре дендрологического парка площадью 13 га.

Пушкино — Центр лесной науки России — по сути лесная столица России. На территории города находятся:
- Центральная база авиационной охраны лесов (ФБУ «Авиалесоохрана»)
- Всероссийский научно-исследовательский институт лесоводства и механизации лесного хозяйства (ФБУ «ВНИИЛМ»)[109];
- Всероссийский институт повышения квалификации лесного хозяйства (ФАУ «ВИПКЛХ»)[110];
- Центральная научно-исследовательская лаборатория лесохозяйственного машиностроения (АО «ЛЕСХОЗМАШ»)[111];
- Центральное опытно-конструкторское бюро лесохозяйственного машиностроения (ОАО «ЦОКБлесхозмаш»).

Кроме этого в Пушкино расположены:
- ГУЧ «Центральная лесосеменная станция»;
- Российский центр защиты леса (ФБУ «Рослесозащита»)[112].

## Здравоохранение
Пушкинская клиническая больница им. проф. Розанова В. Н. является головным лечебно-диагностическим медицинским учреждением городского округа. Это — одно из старейших учреждений района, в 2023 году больнице исполнилось 110 лет.
В состав больницы входит стационар на 743 койки, девять поликлиник, восемь амбулаторий, девять фельдшерско-акушерских пунктов, женская консультация, психо-неврологический и кожно-венерологический диспансеры, центр по профилактике СПИД, предназначенные для медицинского обслуживания взрослого и детского населения.
Имеется 9 поликлиник.

## Спорт
Спортивные сооружения

Дворец спорта «Пушкино».

- Водно-спортивная база «Серебрянка»;
- МБУ "ФСК «Пушкино» — физкультурно-спортивный комплекс с открытым стадионом;
- МБУ  "Дворец спорта «Пушкино»[114].

Спортивные и молодёжные клубы
- СК «Анты» им. В. С. Ощепкова (филиал)[115];
- СК «Защита» — детско-юношеский клуб физической подготовки по борьбе дзюдо и самбо[116];

## Экономика
Предприятия и организации
Крупнейшими производственными предприятиями и организациями, работающими на территории городского поселения, являются:
- ООО «СКС-ТОРГ» — Пушкинский комбинат хлебопродуктов. Производство муки.
- ООО «ПЭМЗ» — Пушкинский электромеханический завод;
- МТПА «Delfin Group» — производство технических масел и спецжидкостей[117];
- ЗАО ЛВЗ «Топаз» — ликёро-водочный завод;
- ОАО «АвтоДорСтрой» — строительство и реконструкция автодорог;
- ЗАО «Молком» — логистическая компания[118];
- ООО «Авантаж-Строй» — строительная компания;
- ООО «Квалитекс» — производство домашнего текстиля: покрывала, одеяла, подушки, наматрасники;
- ООО «Этрон» — производство рулонного газона;
- ООО «СПК Нико» — производство светопрозрачных конструкций из ПВХ и алюминия, жалюзи[119];
- ООО «Нова Ролл» — производство стрейч-плёнки, липких лент, пакетов;
- ООО «Пушкинский мясной двор» — производство охлаждённого мяса, забой скота;
- ОАО «Пушкинский текстиль» — ткани шерстяные и полушерстяные: драповые, костюмные, ткани ведомственного назначения, жаккардовые пальтовые, обувные, мебельные, пледы, одеяла и постельные принадлежности, а также ткани для чехлов в автомобильном салоне.
- ООО «Альмида» — производство обуви.

## Транспорт

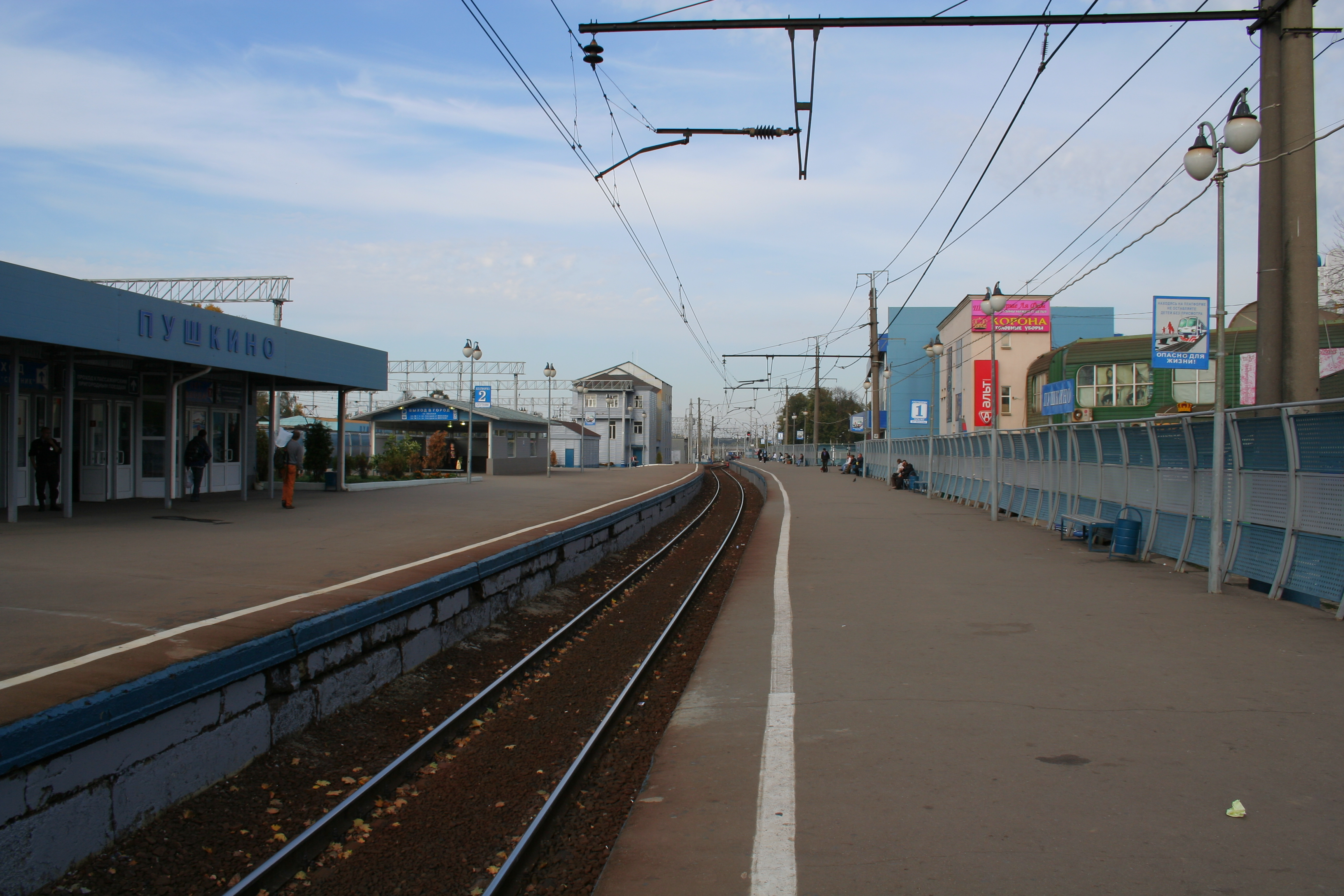
Платформы железнодорожной станции Пушкино

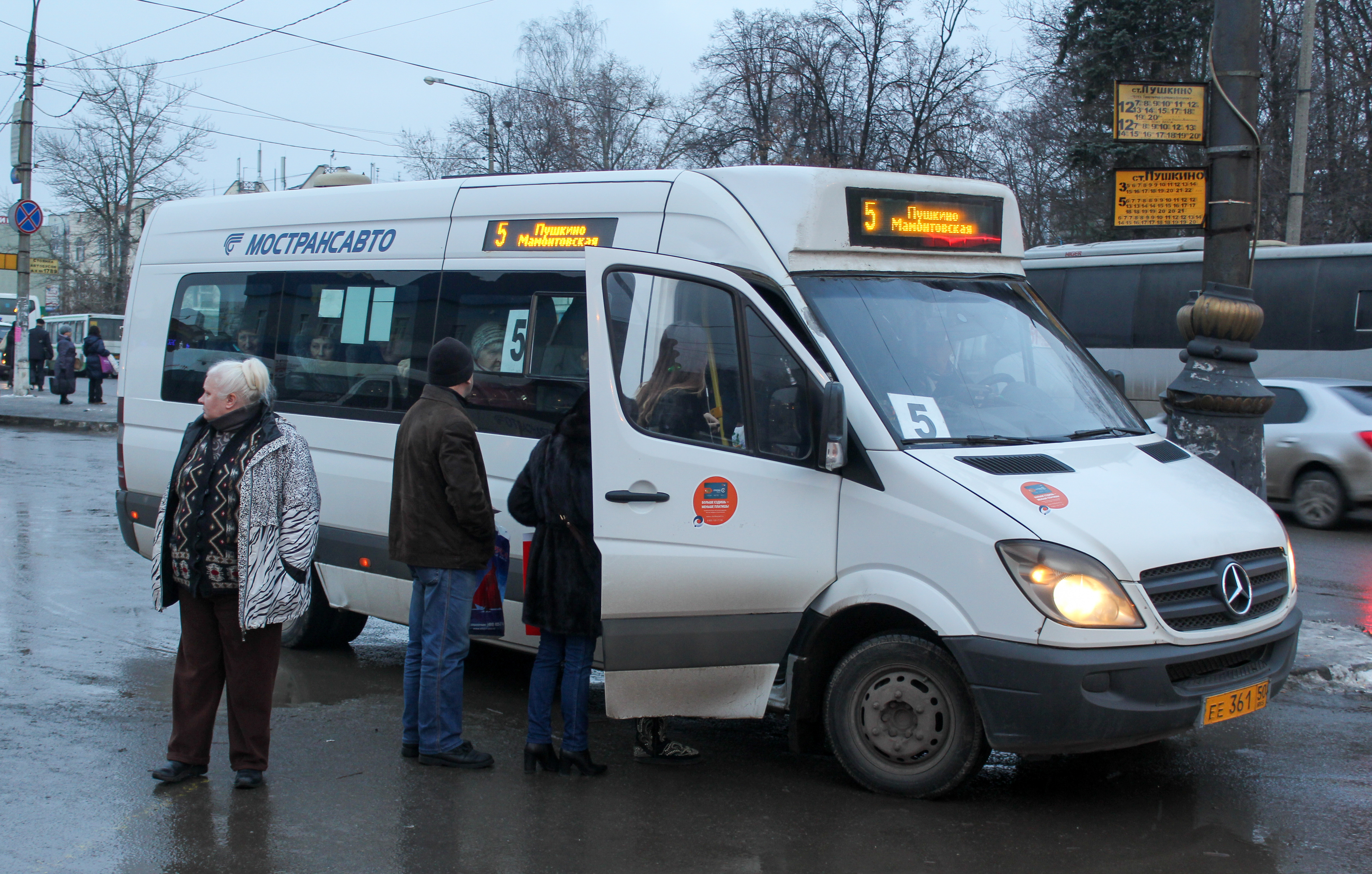
Микроавтобус на остановке ст. Пушкино

Город входит в Мытищинско-Пушкинско-Щёлковскую устойчивую систему расселения — крупнейшую в Московской области и находящуюся в часовой транспортной доступности от центра Москвы.
Основные транспортные связи городского поселения Пушкино с Москвой и населёнными пунктами Пушкинского муниципального района осуществляются по Московско-Ярославской железнодорожной дороге, федеральной автомагистрали М8 «Москва — Архангельск» («Холмогоры») и территориальным автодорогам Пушкино — Ивантеевка — Щёлково, Пушкино — Красноармейск и Ярославскому шоссе.
Город Пушкино расположен на старой трассе Ярославского шоссе — региональной автодороге (II категории), которая отмыкает от автодороги «Холмогоры», проходит через весь город и является общегородской магистралью.
Автомобилизация (насыщенность автомобильным транспортом) города Пушкино, согласно официальным данным на 2015 год (АВТОСТАТ), составляет 420 автомобилей на 1000 жителей (авт./1000 чел.). Динамика автомобилизации: 2010 г. — 313 авт./1000 чел.; 2011 г. — 349 авт./1000 чел.; 2012 г. — 362 авт./1000 чел.; 2013 г. — 374 авт./1000 чел.; 2014 г. — 396 авт./1000 чел.; 2015 г. — 420 авт./1000 чел.
Автобусные и микроавтобусные маршруты:
- 2 (ст. Пушкино — мкр. Серебрянка — ст. Пушкино)
- 3 (ст. Пушкино — пл. Мамонтовская)
- 5 (ст. Пушкино — пл. Мамонтовская)
- 6 (ст. Пушкино — пл. Правда)
- 7 (ул. Лесная — ул. Авиационная — ул. Маяковского — ул. Лесная)
- 8 (пл. Мамонтовская — Акулово)
- 9 (ст. Пушкино — Акулово)
- 10 (ст. Пушкино — ПЭМЗ)
- 12 (ст. Пушкино — ул. 50 лет ВЛКСМ — ст. Пушкино)
- 13 (ст. Пушкино — ул. Горького — ул. Набережная)
- 14 (ст. Пушкино — мкр. Заветы Ильича)
- 16к (ст. Пушкино — ул. Просвещения (мкр. Новое Пушкино) ---- пл. Заветы Ильича[120])
- 18к (ст. Пушкино — мкр. им. И. Арманд)
- 19 (ст. Пушкино — пл. Клязьма — контора «Племсадпитомник»)
- 20 (ул. Лесная — ст. Пушкино — СТОА)
- 21 (ст. Пушкино — Красноармейск)
- 22 (ст. Пушкино — Ивантеевка (мкр. Детская))
- 24 (ст. Пушкино — мкр. им. И. Арманд — пгт. Лесной)
- 28 (ст. Пушкино — п. Костино[121])
- 29 (ст. Пушкино — пл. Мамонтовская — пл. Тарасовская)
- 35 (ст. Пушкино — пгт. Лесной)
- 40 (ст. Пушкино — Ивантеевка — ст. Щёлково)
- 41 (ст. Пушкино — Ивантеевка (сан. «Зелёная Роща»)
- 42 (ст. Пушкино — Лесные Поляны)
- 44 (ст. Пушкино — Лесные Поляны — Королёв (ул. Силикатная)
- 45 (ст. Пушкино — Королёв (ст. Подлипки)
- 47 (ст. Пушкино — Левково)
- 48 (ст. Пушкино — пл. Ашукинская)
- 52 (ст. Пушкино — Софрино-1)
- 60 (ст. Пушкино — мкр. Заветы Ильича)
- 451 (ст. Пушкино — Москва (м. ВДНХ)
- 509 (ст. Пушкино — Москва (м. Медведково)

В 1992 году открыто Моторвагонное депо Пушкино. С конца 2010 года является оборотным для ТЧ-10 МСК Москва-2 и ТЧ-12 МСК Александров.

## Достопримечательности и памятные места

Памятник А. С. Пушкину и И. А. Крылову

Символом города является стоящая на привокзальной площади железнодорожная водонапорная башня, построенная в 1903 году предположительно по проекту Л. Н. Кекушева.
Краеведческий музей города Пушкино находится в здании дачной усадьбы Рабенек — Михайлова 1910 года постройки, памятнике архитектуры областного значения. В экспозиции музея представлены археологическая коллекция XII—XIII вв., коллекция личных вещей семьи промышленников Арманд, предметы дачного и усадебного быта, мемориальная комната художника Е. И. Камзолкина (живопись, графика, эскизы декораций, фотографии).

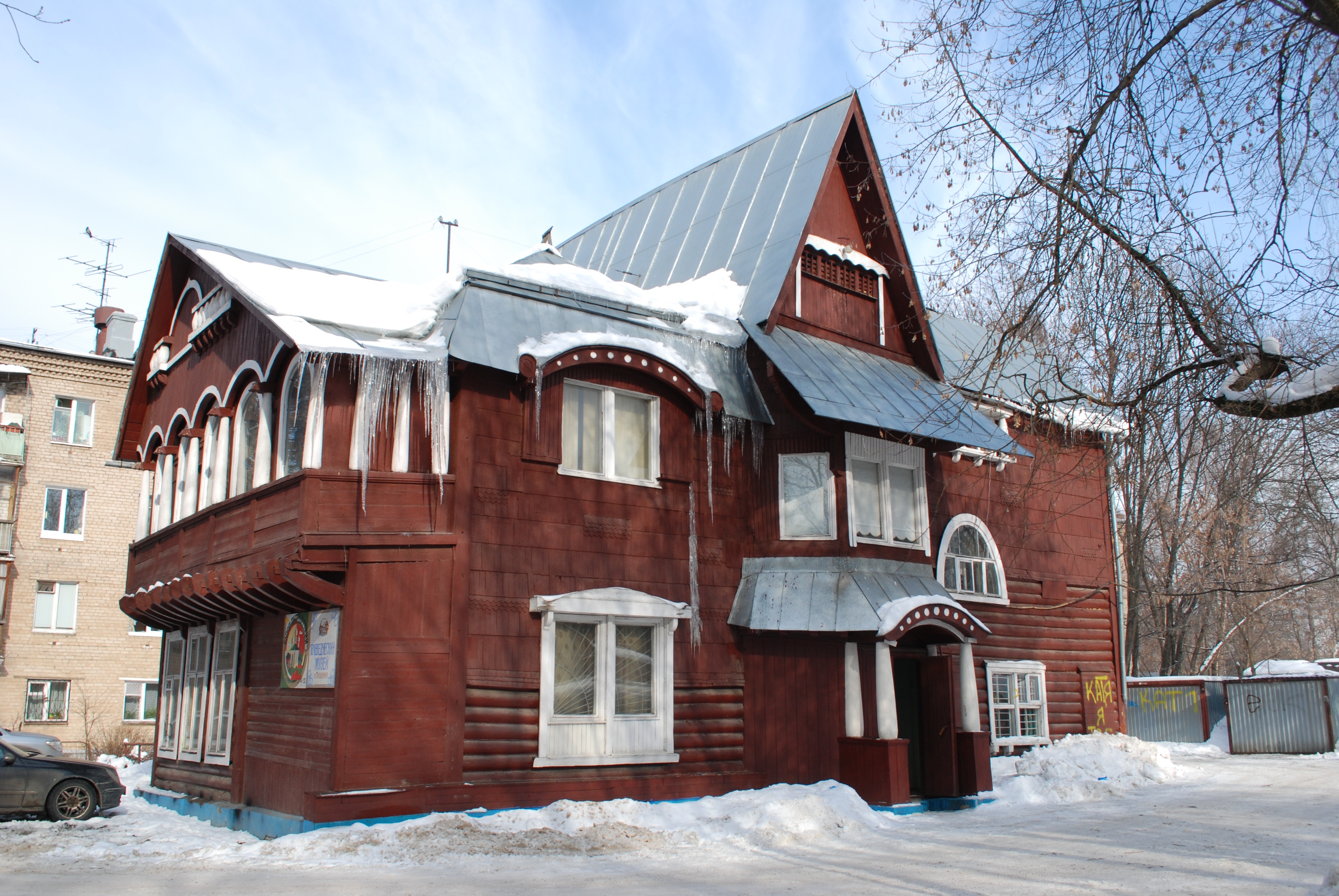
Краеведческий музей г. Пушкино

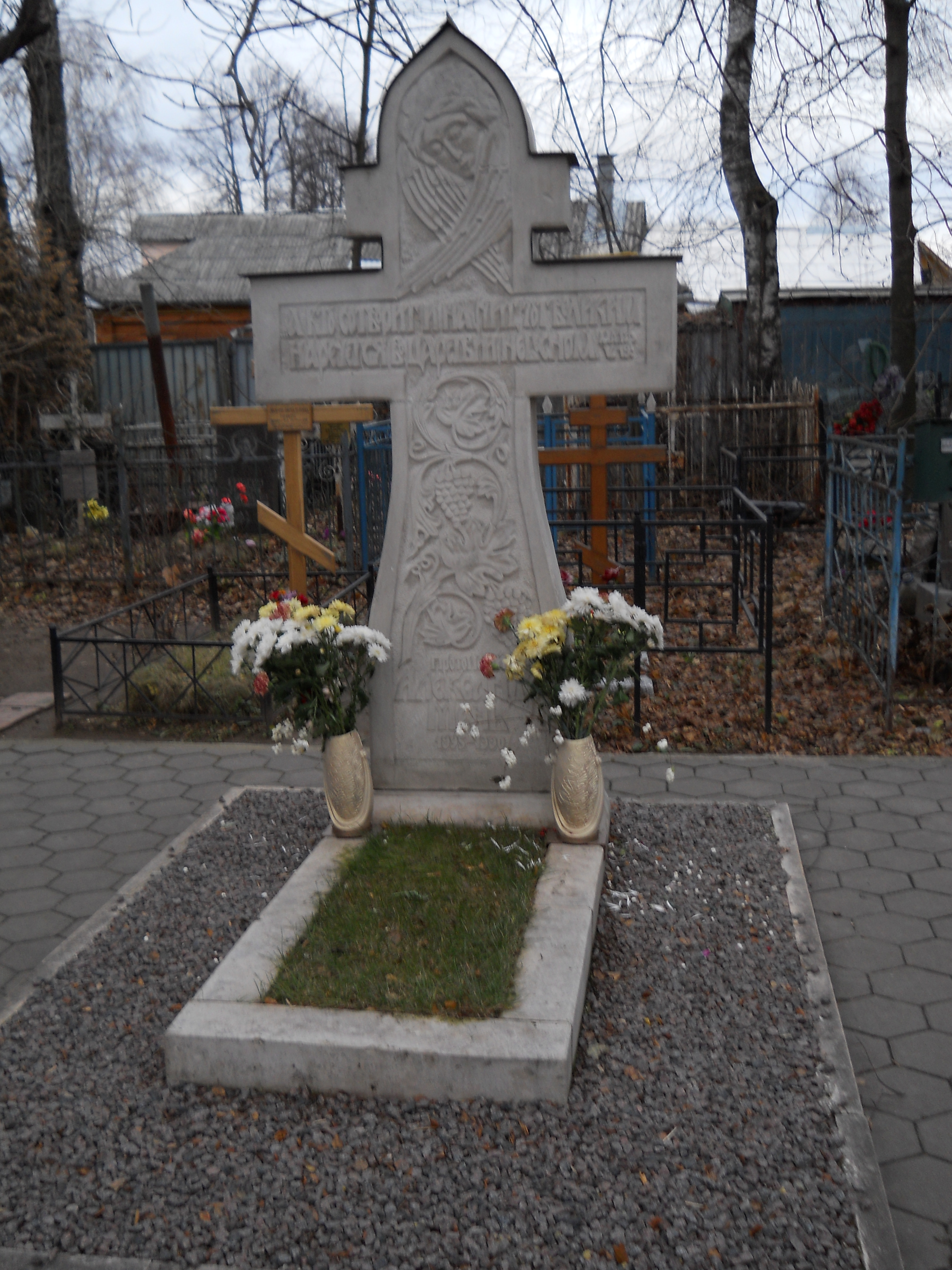
Могила протоиерея Александра Меня у Сретенской церкви в Новой Деревне с надписью «А кто сотворит и научит, тот великим наречётся в Царстве Небесном».

Самым старым зданием города является пятиглавая с колокольней и двумя пределами церковь Николая Чудотворца в селе Пушкино, построенная по благословению патриарха Адриана в 1692 году (село Пушкино долгое время принадлежало церкви). Здание дошло до нашего времени с большими перестройками, сохранились характерные наличники окон в стиле узорочье, интересны полы 1912 года в стиле модерн. Классицистическая колокольня XIX века завершается шатром ярославского типа. На монастырском кладбище сохранилось некоторое количество старинных могил, в том числе семейные захоронения Армандов и Камзолкиных.
Поэт Владимир Маяковский жил в Пушкино в летние сезоны 1920—1928 годов. Стало хрестоматийным стихотворение «Необычайное приключение», где вместо эпиграфа — точный адрес проживания поэта: «Пушкино. Акулова гора, дача Румянцева, 27 вёрст по Ярославской железной дороге». В 1969 году на Акуловой горе открылась библиотека−музей поэта. В 1991 году случился первый пожар, уничтоживший веранду и мемориальную комнату. В ночь с 18 на 19 июля 1993 года (в столетие со дня рождения поэта), в результате поджога, от дачи не осталось и следа, лишь поляна среди старых лип. И только памятник В. В. Маяковскому (скульпторы — Н. А. Селиванов и В. Н. Селиванов) на вершине Акуловой горы напоминал о прошлых годах. В 2009 году настоятель храма вмч. Пантелеимона, протоиерей Андрей Дударев с группой единомышленников начал, а в 2014 году закончил восстановление легендарного дома. Сегодня музей открыт для всех желающих.
На Писаревской улице жил художник Евгений Иванович Камзолкин (1885—1957), создавший в 1918 году эмблему «Серп и Молот», ставшую впоследствии всемирно известной эмблемой СССР.
В 1922 году Моссовет выделил Демьяну Бедному в пожизненное пользование дачу на улице Ленточка (мкр. Мамонтовка). В деревянном особняке поэт жил с семьёй летом с 1922-го по 1944 годы. На бывшем пустыре он вырастил большой фруктовый сад.
Константин Паустовский приехал в Пушкино в 1923 году. Вначале он поселился на Тургеневской улице напротив городского парка, потом переехал во флигель бывшей усадьбы Струкова (ул. 1-я Серебрянская).
Михаил Пришвин снимал дачу (небольшой деревянный дом в поросшем соснами Добролюбовском проезде) в 1944—1946 годы.
Андрей Сахаров снимал с семьёй дом в Пушкино в 1947 году, в котором написал кандидатскую диссертацию.
В микрорайоне Новая Деревня в Сретенской церкви находился приход православного протоиерея Александра Меня (1935—1990).
Кинооператор Вадим Юсов проживал в Пушкино на улице Писаревская с 1942 года до конца 50-х годов.
Революционерка Инесса Арманд, в чью честь был назван микрорайон города, также жила в Пушкино. Инесса, будучи замужем за купцом А. Е. Армандом, долгое время работала учительницей в крестьянской школе в селе Ельдигино, пока не пришла к идее Мировой революции и не вступила в РСДРП(б). Во многом благодаря ей в Пушкино была установлена советская власть в 1917 году.
В Пушкино жили на даче известная советская кукольница Маргарита Димзе и её супруг поэт Николай Шатров.
2 августа 2004 года, в день празднования 79-й годовщины города на Советской площади перед кинотеатром «Победа» был открыт памятник Александру Сергеевичу Пушкину и Ивану Андреевичу Крылову (скульптор К. К. Константинов).

## Связь
Почта
Почтовые индексы:141200—141207;
141230 (мкр. Звягино, мкр. Клязьма);
141254 (мкр. Заветы Ильича).
Телефонная сеть
Телефонный код: 49653 и 49658.
Интернет
В городе существуют несколько местных интернет-провайдеров, предоставляющих доступ в локальные сети и интернет по выделенным линиям, а также ряд московских провайдеров.

## СМИ
- Телеканал «Пушкино ТВ»
- Городской портал «Пушкино Сегодня»[131]
- Газета «Пушкинский Вестник»[132]
- Межмуниципальная газета Пушкинского района Московской области «Маяк»
- Городское мобильное приложение «Моё Пушкино» (Свидетельство о регистрации СМИ ЭЛ № ФС 77 — 71882, выдано 13.12.2017г)[133]

## Известные люди, проживающие в городе
- Бибилюров, Артём Сергеевич (по н.в.) — российский актёр театра и кино, режиссёр, художественный руководитель Московского драматического театра «Турандот».
- Витюк Игорь Евгеньевич (по н.в.) — российский поэт, автор текста гимна г. Пушкино, полковник запаса, ветеран боевых действий, Заслуженный работник культуры РФ, редактор военно-художественной студии писателей ЦДРА им. М. В. Фрунзе.
- Воскресенский, Евгений Александрович (по н.в.) — советский и российский актёр театра и кино.

## Города-побратимы
|            | Страна     |  | Город      |  | Страна / Округ / Регион / Штат | Дата      |
| ---------- | ---------- |  | ---------- |  | ------------------------------ | --------- |
| Беларусь   | Белоруссия |  | Орша       |  | Витебская область              |           |
| Беларусь   | Белоруссия |  | Поставы    |  | Витебская область              |           |
| Нидерланды | Нидерланды |  | Верт       |  | Лимбург                        |           |
| Финляндия  | Финляндия  |  | Оривеси    |  | Пирканмаа                      |           |
| Чехия      | Чехия      |  | Кутна Гора |  | Среднечешский край             | (до 2020) |